# 尤勒斯·沃格尔
尤勒斯·沃格尔爵士，KCMG（英語：Sir Julius Vogel；1835年2月24日—1899年3月12日），新西兰政治家、新闻工作者和商人，犹太人，第八任新西兰总理。 他的政府在19世纪70年代通过由英国贷款资助兴建大规模的铁路建设和其他公共工程，从而复兴新西兰的经济。

## 生平
尤勒斯·沃格尔1835年2月24日生于伦敦，就读于伦敦汉普斯特的大学学院学校（University College School）。后在皇家矿业学院（后来成为伦敦帝国理工学院的一部分）学习化学和在冶金学。因被澳大利亚维多利亚的新发现金矿所吸引，于1852年移居澳大利亚，从事商业和新闻业，获得成功。1861年8月竞选维多利亚阿沃卡地区公职遭到惨败后（他输给了詹姆斯·麦克弗森·格兰特和本杰明·乔治·戴维斯），1861年10月迁到新西兰奥塔戈，起先在《奥塔戈见证报》（Otago Witness）当记者，1861年11月创办《奥塔戈每日时报》（Otago Daily Times），不久将《奥塔戈每日时报》办成这个殖民地最重要的报纸。
1862年沃格尔首次开始参与政治，任奥塔戈省省务委员。1863年当选为新西兰众议院议员，1865年—1868年领导反对党。1869年加入威廉·福克斯内阁担任殖民地财政部长，后来先后成为邮政总长、海关专员、电报专员，不管他掌管哪个部，他总是新西兰政府中真正的掌权者。只要合他的意，他对过去由别人制订的方针政策，例如废除各省政府，他都执行。他还选用曾组成各部和领导政府达10年以上的那些老人。他的财政手段，特别是与英国政府进行谈判取得1000万英镑贷款，使他得以一展宏图。他任财政部长（1869——1872）和总理（1873——1875,1876）时所实行的发展计划承担修建交通运输和通信设施以及其他公共工程。1875年受封为爵士。他坚决主张英国在太平洋扩展势力，促使英国于1874年吞并斐济。1876—1880年任新西兰驻伦敦总代表，1884年重返新西兰政坛，成为罗伯特·斯陶特内阁（1884—1887）中的实权人物。但他未能阻挡新西兰经济萧条，1889年辞去议员职务。同年出版科幻小说《公元2000年：妇女的命运》，新西兰国家科幻大会每年颁发的尤勒斯·沃格尔爵士奖以他命名。
1899年沃格尔在英国的东莫尔西去世，被埋葬在伦敦威尔斯顿犹太公墓（Willesden Jewish Cemetery）。

## 备注
1. ↑  .   [2014-09-29]. （原始内容存档于2012-09-30）.
2. ↑  The New Zealand Herald, 26 July 2008, page B3.
3. 1 2 3  Template:Cite Australasia
4. ↑  Kennedy, B. E. . Australian Dictionary of Biography.   [30 January 2013]. （原始内容存档于2015-04-19）.
5. ↑  Dalziel, Raewyn. . Dictionary of New Zealand Biography. Ministry for Culture and Heritage.   [23 September 2010].
6. ↑  
"Curiosities: Anno Domini 2000; or Woman's Destiny by Julius Vogel" by Lucy Sussex, Fantasy and Science Fiction, December 2008, page 162.

## 延伸阅读
- Burdon, Randal M. Life and Times of Sir Julius Vogel (Christchurch, 1948)